# Niarba
Niarba är en ort i Burkina Faso.   Den ligger i regionen Centre-Est, i den centrala delen av landet, 100 km sydost om huvudstaden Ouagadougou. Niarba ligger 263 meter över havet och antalet invånare är 1 649.
Terrängen runt Niarba är platt. Närmaste större samhälle är Ouarégou, 15,5 km öster om Niarba.
Omgivningarna runt Niarba är en mosaik av jordbruksmark och naturlig växtlighet. Runt Niarba är det ganska tätbefolkat, med 75 invånare per kvadratkilometer.